# Amatori Catania
Amatori Catania Rugby ist ein italienischer Rugby-Union-Verein aus Catania. Dessen erste Mannschaft, die einzige professionelle Siziliens, spielte bis 2008 in der obersten italienischen Liga Super 10. Derzeit spielt der Verein in der Serie A. Die Heimspiele werden im Stadio Santa Maria Goretti ausgetragen.

## Geschichte
Der Verein wurde im Jahr 1963 gegründet. Die erste Mannschaft spielte zunächst in der Serie C und stieg 1965 in die Serie B auf. 1969/70 gehörte Amatori Catania während einer Saison der Serie A an. 1973 gelang der Wiederaufstieg in die Serie A. Die Mannschaft spielte 1988/89 in der Serie A2, danach bis 1997 wieder in der Serie A. 1999 erfolgte der Abstieg in die Serie B, 2003 der Wiederaufstieg in die Serie A. Als eine der zehn besten Mannschaften des Landes gehört Amatori Catania seit 2004 der neuen Profiliga Super 10 an. 2005 erreichte die Mannschaft das Halbfinale der Meisterschaft, schied aber gegen Treviso aus.
Amatori Catania ist zwar noch nie italienischer Meister geworden, hat sich aber in den letzten Jahren für europäische Pokalwettbewerbe qualifiziert. 2004/05 und 2005/06 war die Mannschaft im European Challenge Cup vertreten. 2008 stieg der Verein nach nur zwei Siegen aus 18 Spielen und mit mehr als 20 Punkten Rückstand in die Serie A ab.

## Bekannte Spieler
- Orazio Arancio (Italien)
- Paul Emerick (USA)
- Andrea Lo Cicero (Italien)
- Massimiliano Perziano (Italien)
- Siaki Tukino (Tonga)